# Туманова, Зоя Петровна
Зоя Петровна Туманова (1922—2000) — партийный деятель, Председатель Центрального Совета Всесоюзной пионерской организации имени Ленина при ЦК ВЛКСМ (1952—1958), награждена 4 орденами Трудового Красного Знамени.

## Биография
Родилась 11 марта 1922 года в Сумах Харьковской губернии.
В 1939—1941 годах — училась на историческом факультете Московского института истории, философии и литературы имени Н. Г. Чернышевского.
В 1941—1942 годах — секретарь комитета ВЛКСМ завода «Красный богатырь», нештатный корреспондент радио (Куйбышев), секретарь комитета ВЛКСМ Сокольнического вагоноремонтного завода.
В 1942—1945 годах — 1-й секретарь Сокольнического райкома ВЛКСМ Москвы.
С 1943 года — член ВКП(б).
В 1945—1949 годах — заместитель заведующего Отделом комсомольской жизни, заведующая Отделом учащейся молодежи и пионеров газеты «Комсомольская правда».
В 1949—1952 годах — главный редактор газеты «Пионерская правда».
В 1949—1958 годах — член Бюро ЦК ВЛКСМ.
В 1952—1958 годах — председатель Центрального Совета Всесоюзной пионерской организации имени Ленина при ЦК ВЛКСМ.
В 1952—1961 годах — кандидат в члены ЦК КПСС.
В 1958—1962 годах — заместитель заведующего Отделом науки, школ и культуры ЦК КПСС по РСФСР.
В 1963—1965 годах — заместитель заведующего Идеологическим отделом ЦК КПСС по РСФСР.
В 1965—1966 годах — заместитель заведующего Отделом пропаганды и агитации ЦК КПСС по РСФСР.
В 1966—1986 годах — заместитель, 1-й заместитель заведующего Отделом культуры ЦК КПСС.
В 1986 году вышла на пенсию.
Умерла в 2000 году. Похоронена в Москве на Кунцевском кладбище.

## Награды
- Орден Октябрьской Революции
- 4 ордена Трудового Красного Знамени
- 2 ордена «Знак Почёта»